# Châtenois (Vosges)
Châtenois is een gemeente in het Franse departement Vosges (regio Grand Est) en telt 1704 inwoners (2016). De plaats maakt deel uit van het arrondissement Neufchâteau.

## Geografie
De oppervlakte van Châtenois bedraagt 17,5 km², de bevolkingsdichtheid is 108,9 inwoners per km².
De onderstaande kaart toont de ligging van Châtenois (Vosges) met de belangrijkste infrastructuur en aangrenzende gemeenten.

## Demografie
Onderstaande figuur toont het verloop van het inwonertal (bron: INSEE-tellingen).